# Bertrana poa
Bertrana poa är en spindelart som beskrevs av Levi 1994. Bertrana poa ingår i släktet Bertrana och familjen hjulspindlar.
Artens utbredningsområde är Ecuador. Inga underarter finns listade.